# Con một
Con một là những người không có anh chị em, dù là ruột thịt hay anh chị em nuôi.
Trên thế giới, Trung Quốc từng áp dụng Chính sách một con từ năm 1979 đến 2015, trong đó các hộ gia đình chỉ được phép sinh một con duy nhất để giảm tốc độ phát triển dân số.